# G-ワークス
G-ワークス（ジーワークス）は三栄より発行されている雑誌。毎月21日発売。主にハコスカやケンメリと呼ばれている日産・スカイラインなど旧車と呼ばれるジャンルの改造自動車を扱っているが、最新の制御技術を紹介したりアメリカ車やヨーロッパ車などの改造車も扱うなどジャンルに囚われない紙面展開をしている。

## 概要
元々はフロム出版より発行されていたAuto Works（オートワークス）が母体。創刊当初は芸文社より発行されていたヤングオートの類似誌で外観重視の改造車（所謂「チバラギ系」）を主に扱っていたが、1990年代前半より旧車を扱いだし旧車以外にもBNR32型やBCNR33型スカイラインGT-Rやポルシェターボの改造車など徐々にエンジン・足回り等の改造を施した車両の掲載を増やし始め、現在のスタイルを確立。仙台ハイランドのドラッグレースや、谷田部の最高速トライアルでは、他紙を超える数々の日本最速記録を樹立した。フロム出版からの定期刊行が2008年3月号（創刊20年目突入号であった）で終了、Web雑誌として継続する方針を打ち出していたが、三栄書房（当時、現三栄）から「G-ワークス」として再出発。2008年7月号より発売開始。